# Objet capturé temporairement
Un objet capturé temporairement (TBO, pour l'anglais temporarily bound objects), ou satellite temporaire, est un objet capturé de manière transitoire par un astre. L'objet est ensuite soit éjecté soit détruit en s'écrasant sur l'astre qui l'a capturé. Bien que les planètes soient caractérisées par leur capacité à nettoyer les corps plus petits par collision, capture ou perturbation gravitationnelle, de petits corps peuvent toujours être capturés.

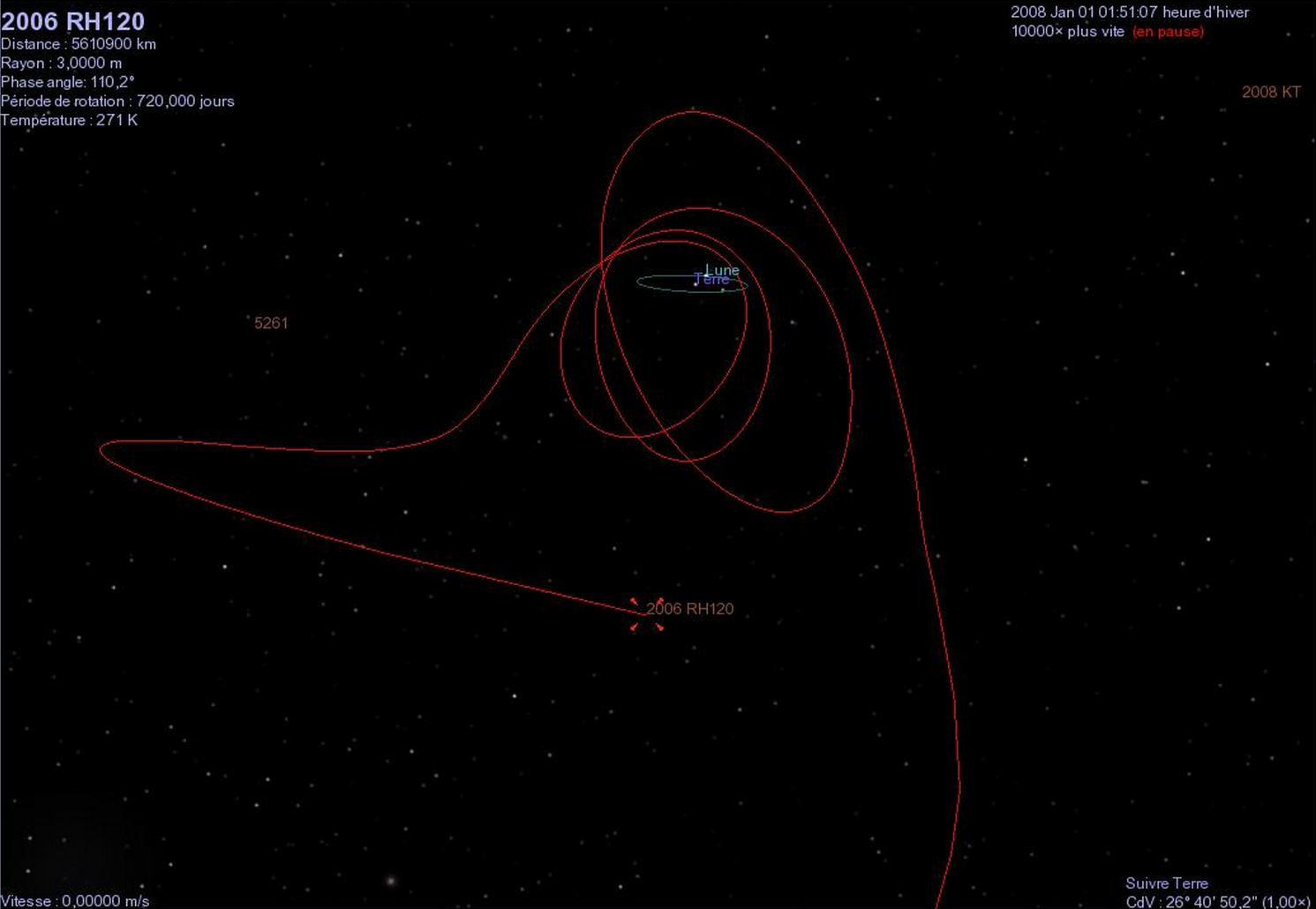
Exemple de trajectoire d'un objet capturé temporairement puis éjecté : 2006 RH120

## Objets capturés temporairement: orbiteurs et survoleurs
Au sens strict, seuls les corps qui réalisent au moins une orbite complète autour de la planète sont considérés comme satellites temporaires, ou orbiteurs capturés temporairement (OCT). Cependant, des astéroïdes qui ne sont pas dans une configuration co-orbitale serrée avec une planète peuvent être capturés pendant moins d'une orbite. Ces objets sont alors qualifiés de survoleurs capturés temporairement (SCT),

## Ne pas confondre
- Collisions directe : Les objets capturés temporairement réalisent plusieurs révolutions avant d'être éjectés ou détruits. Il se distinguent d'impacts directs.
- Objets capturés aux points de Lagrange. Les objets capturés temporairement réalisent plusieurs révolutions autour de l'astre, pas aux points gravitationnellement stables de l'orbite de l'astre qui les a capturés.

## Exemple d'objets capturés temporairement
- Autour de la Terre :
  - probablement le corps à l'origine de la grande procession météorique de 1913 ;
  - 1991 VG, survoleur capturé temporairement en février 1992 ;
  - 2006 RH120 en orbite autour de la Terre entre septembre 2006 et juin 2007[3] puis éjecté ;
  - EN130114 qui est entré dans l'atmosphère terrestre le 13 janvier 2014 à 3 h 1 min 38 s UT ;
  - DN160822_03 entré dans l'atmosphère terrestre le 22 août 2016 ;
  - 2020 CD3, satellite de la Terre de 2016 à 2020 ;
  - en 2025, une analyse théorique conclut qu'environ 20 % des TBO terrestres sont d'origine lunaire (éjectés par des impacts)[4].
- Autour de Jupiter : voir Famille des comètes quasi-Hilda § « Captures en tant que satellites temporaires ou collisions ».